# Kafr Qadah
Kafr Qadah (tiếng Ả Rập: كفرقدح) là một ngôi làng Syria nằm trong phó huyện Hirbnafsah ở huyện Hama. Theo Cục Thống kê Trung ương Syria (CBS), Kafr Qadah có dân số 1.049 trong cuộc điều tra dân số năm 2004. Cư dân của nó chủ yếu là người Hồi giáo Sunni.